# PS/2
El conector PS/2 o puerto PS/2 toma su nombre de la serie de computadoras IBM Personal System/2 que fue creado por IBM en 1987, y empleada para conectar teclados y ratones. Muchos de los adelantos presentados fueron inmediatamente adoptados por el mercado del PC, siendo este conector uno de los primeros.
En ambos casos es serial (bidireccional en el caso del teclado), y controlada por microcontroladores situados en la placa madre. No han sido diseñados para ser intercambiados en caliente, y el hecho de que al hacerlo no suela ocurrir nada es más debido a que los microcontroladores modernos son mucho más resistentes a cortocircuitos en sus líneas de entrada/salida.
Aunque idéntico eléctricamente al conector de teclado AT DIN 5 (con un sencillo adaptador puede usarse uno en otro), por su pequeño tamaño permite que en computadoras cuyo formato era AT, donde solo entraba el conector de teclado, en computadoras con formato ATX lo haga el teclado y ratón, liberando además el puerto RS-232 usado entonces mayoritariamente para los ratones, y que presentaba el inconveniente de compartir interrupciones con otro puerto serial (lo que imposibilitaba el conectar un ratón al COM1 y un módem al COM3, pues cada vez que se movía el ratón cortaba al módem la llamada).
A su vez, las interfaces de teclado y ratón PS/2, aunque eléctricamente similares, se diferencian en que en la interfaz de teclado se requiere en ambos lados un colector abierto para permitir la comunicación bidireccional. Las computadoras normales de sobremesa no son capaces de identificar al teclado y ratón si se intercambian las posiciones.
En cambio, en una computadora portátil o un equipo de tamaño reducido era muy frecuente ver un solo conector PS/2 que agrupaba en los conectores sobrantes ambas conexiones (ver diagrama) y que mediante un cable especial las divide en los conectores normales.
Por su parte, el ratón PS/2 es muy diferente eléctricamente del serie, pero puede usarse mediante adaptadores en un puerto serie.
En los equipos de marca (Dell, Compaq, HP y otros) su implementación es rápida, mientras que en los clónicos 386, 486 y Pentium, al usar cajas tipo AT, si aparecen es como conectores en uno de los slots. La aparición del estándar ATX da un vuelco al tema. Al ser idénticos ambos se producen numerosas confusiones y códigos de colores e iconos variados (que suelen generar más confusión entre usuarios de diferentes marcas), hasta que Microsoft publica las especificaciones PC 99, que definen un color estándar violeta para el conector de teclado y un color verde para el de ratón, tanto en los conectores de placa madre como en los cables de cada periférico.
Este tipo de conexiones se han utilizado en máquinas no-PC como la DEC AlphaStation o los Acorn RiscPC / Archimedes.
En la actualidad, han sido reemplazados por los conectores USB Plug and Play, haciéndolos difíciles de encontrar, ya que ofrecen mayor velocidad de conexión, ofrecer múltiples posibilidades de conexión de más de un periférico de forma compatible, "en caliente" (Plug & PLay) y no importando el sistema operativo, bien sea Windows, MacOS o Linux (esto es, multiplataforma).